# Kvast

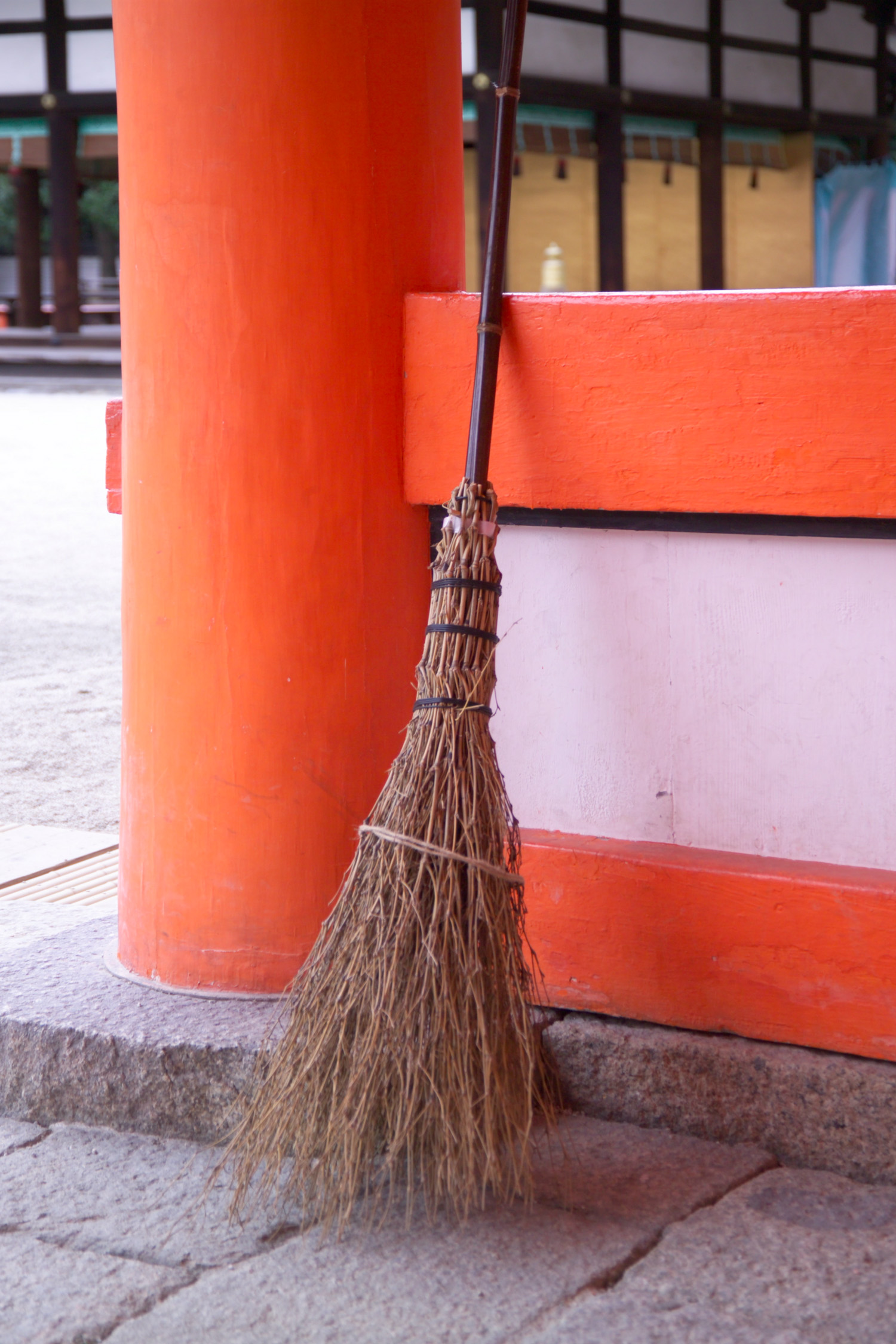
Gammaldags sopkvast i Japan.

En kvast är ett redskap som används för att sopa rent mark- och golvytor. Typiskt för kvasten är att den har ett långt skaft och ett knippe med kvistar i ena änden. I modern tid ersätts den ofta med sopborste, dammsugare eller sopmaskin.
Svenska kvastar har traditionellt tillverkats av björkris. Till skillnad från den japanska kvasten i bilden här intill, som sopar med risets ändar, är den traditionella svenska björkkvasten vinklad i ungefär 45 grader vid skaftet. Vid användningen föser man ihop skräpet med bredsidan av riset.
Kvasten ger också vissa mytologiska associationer; exempelvis lär häxor ha använt kvastar som flygmaskiner. Däremot är en häxkvast inte en flygmaskin för häxor, utan en missbildning i träd, som stundom kan inträffa.
I halländskt bygdemål menar man med kvast en tofs.
Inom curling kallas ett redskap av tradition för kvast, men i modern tid är det en typ av sopborste som används.

## Varianter
En variant är piassavakvasten, som är en sorts grov sopborste med långt skaft.
En mindre typ av kvast kan kallas för viska; ibland felaktigt använt för det don som rätteligen bör kallas borste. En borstviska (!) är 1900-talets motsvarighet till nutuda diskborste. Den består av ett knippe med järntråd hårt sammanbundna rotfibrer från därtill lämpad växt. Fibrerna är tvärt avskurna i ändarna. Detta verktyg användes exempelvis för skurning av kastruller med svåravlägsnade matrester.
Speciella borstviskor används vid vapenvård för rengöring av pipans lopp efter skjutning.
En ljungkvast består av en bunt sammanbundna ljungkvistar.
En kvastprick är ett sjömärke bestående av en stång med en ruska på toppen, placerad intill en grynna i skärgården som förr användes som varning för påsegling. Numera ersatt av annat.
En bastukvast består av en knippe björkkvistar, helst med kvarsittande löv. Med denna kvast piskar man lätt huden för att öka effekten av bastubadet,

## Bildgalleri

### Målningar

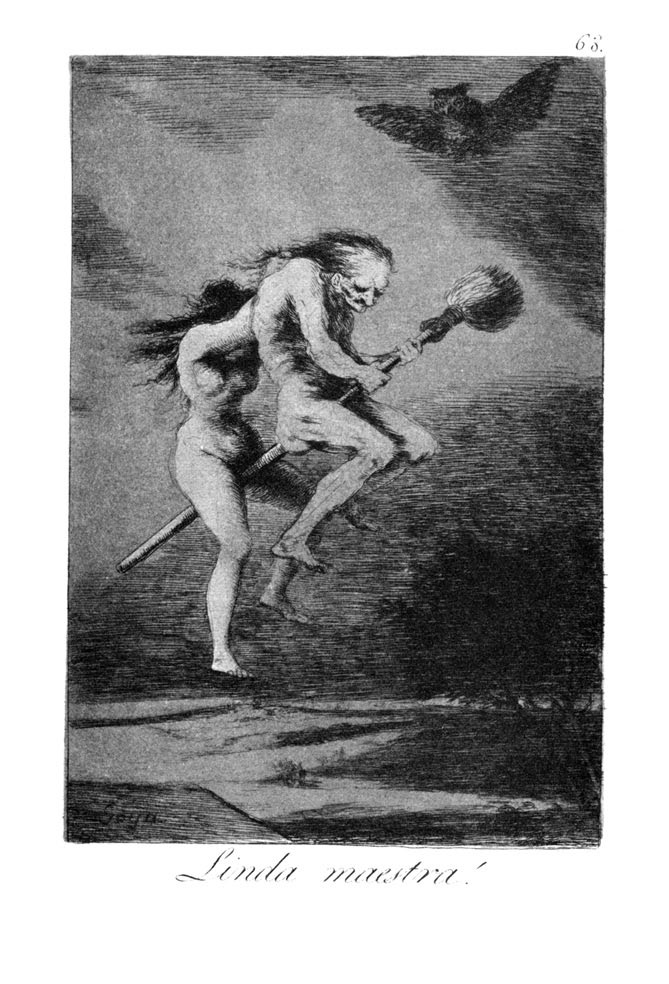
Akvatint av Francisco de Goya, 1746 – 1828.
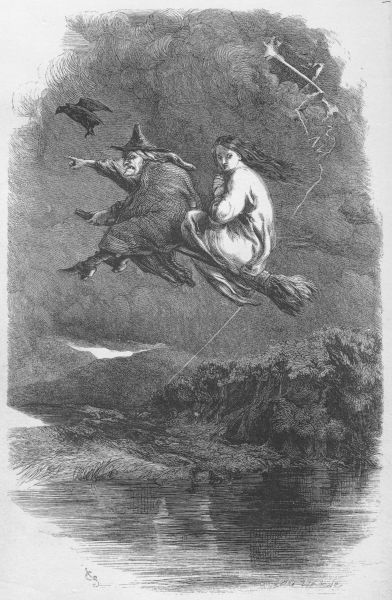
Häxkvinnan sedesamt i damsadel, enligt tidens sed. Eftersom häxor uppträder bakvänt, har hon benen på fel sida. John Gilbert, 1817 – 1897.
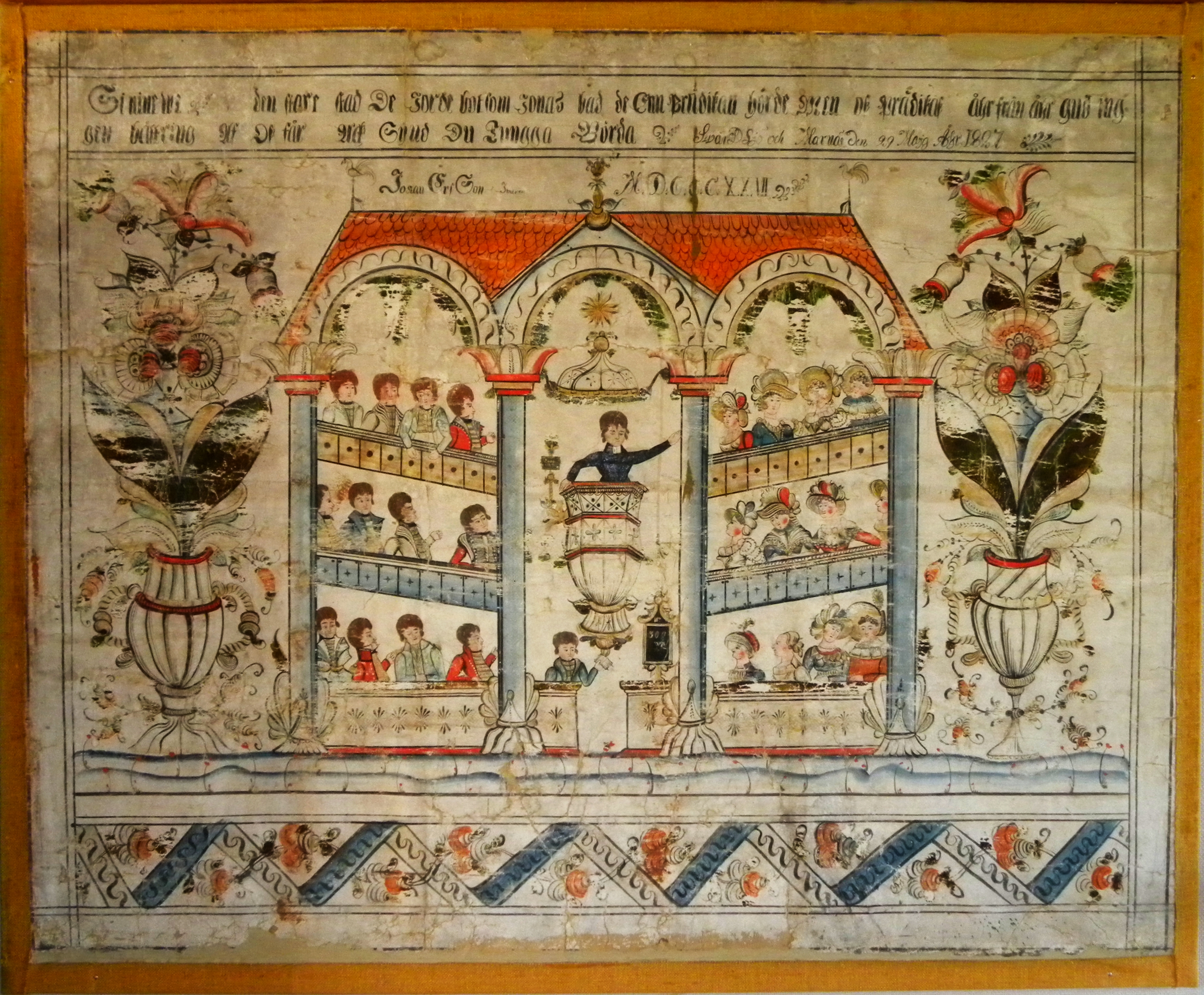
Dalmålning med blomsterkvastar.

### Fotografier

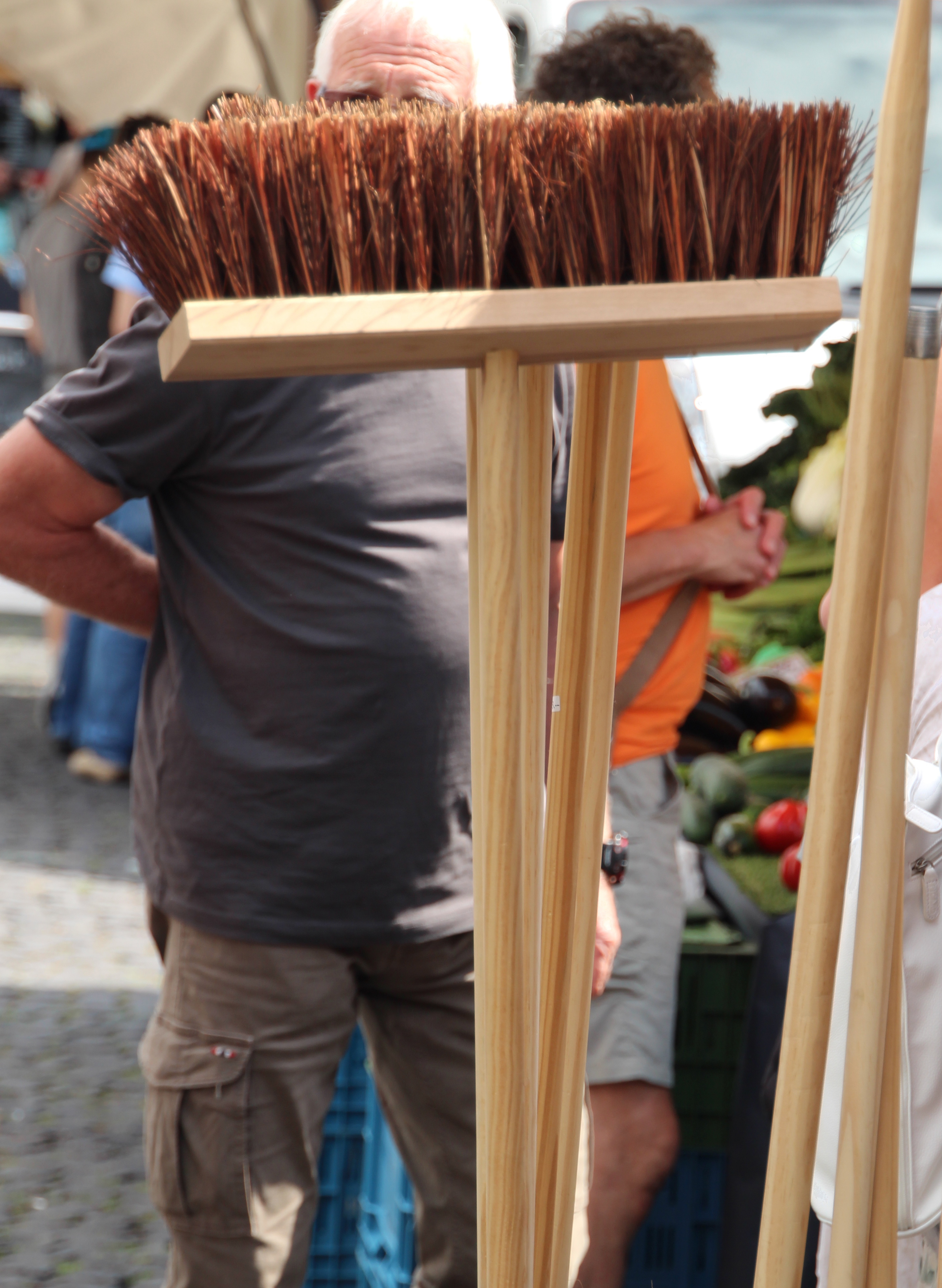
Piassavakvast.
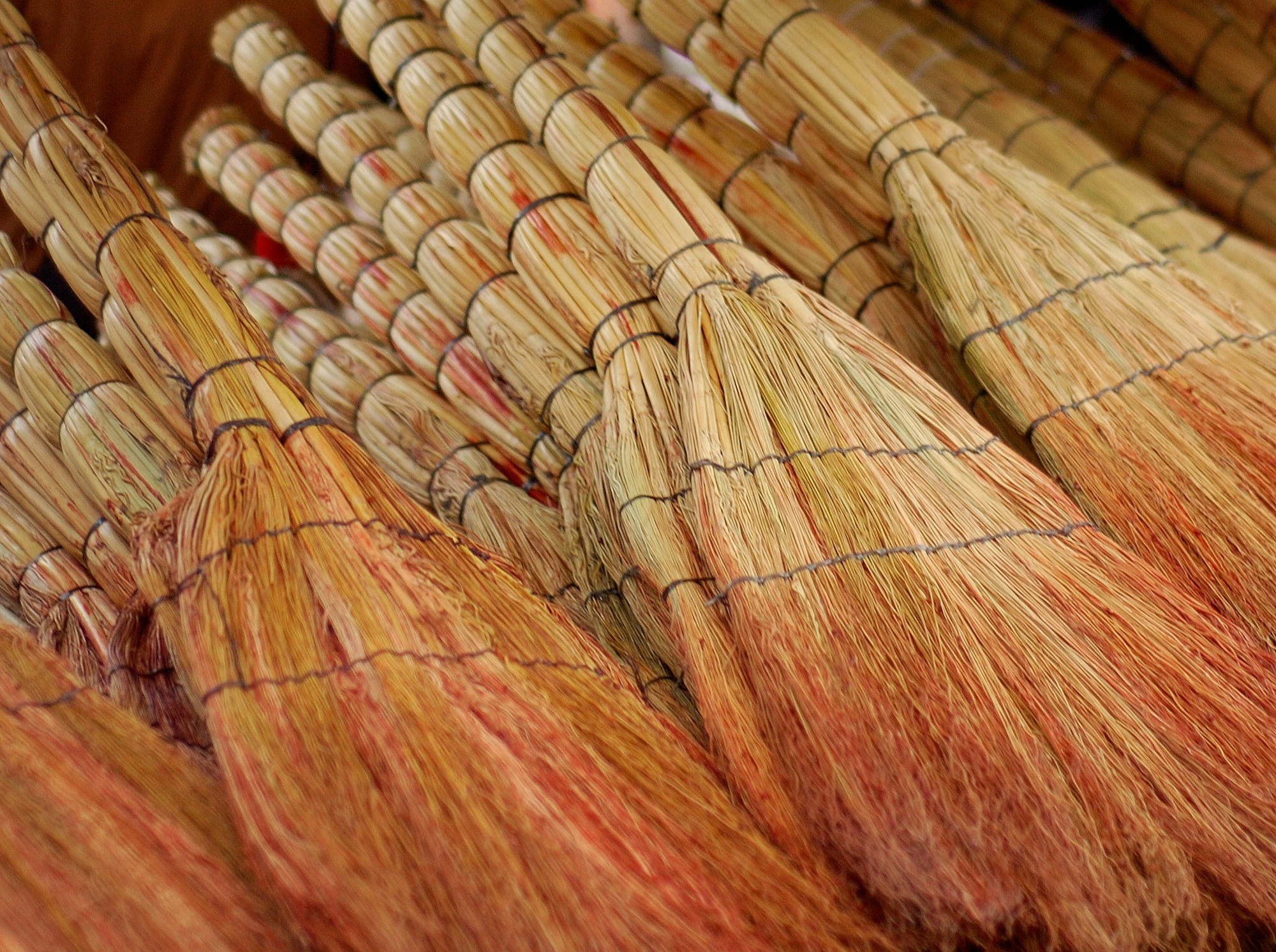
Handkvastar från Georgien.
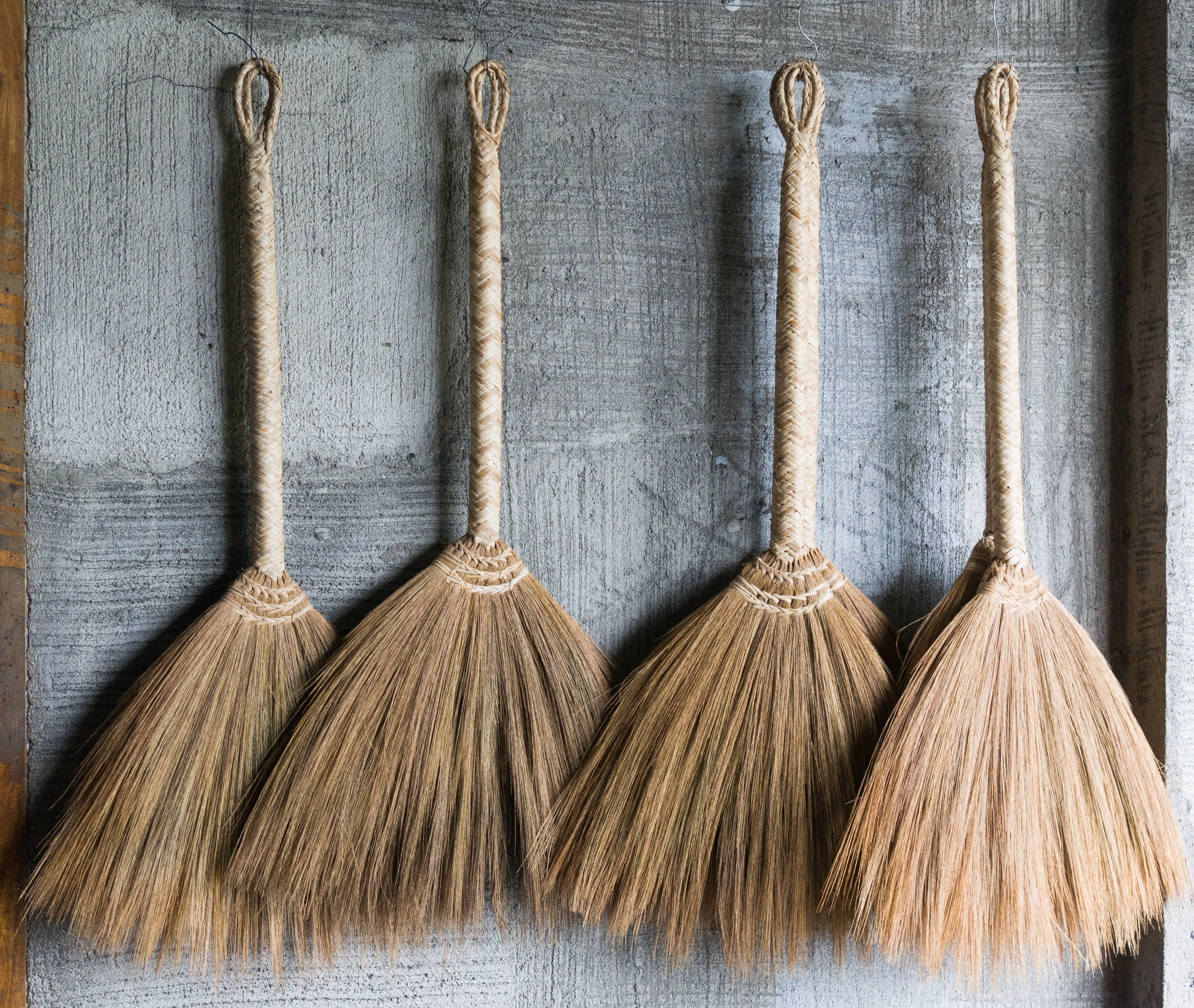
Handkvastar från Filippinerna.
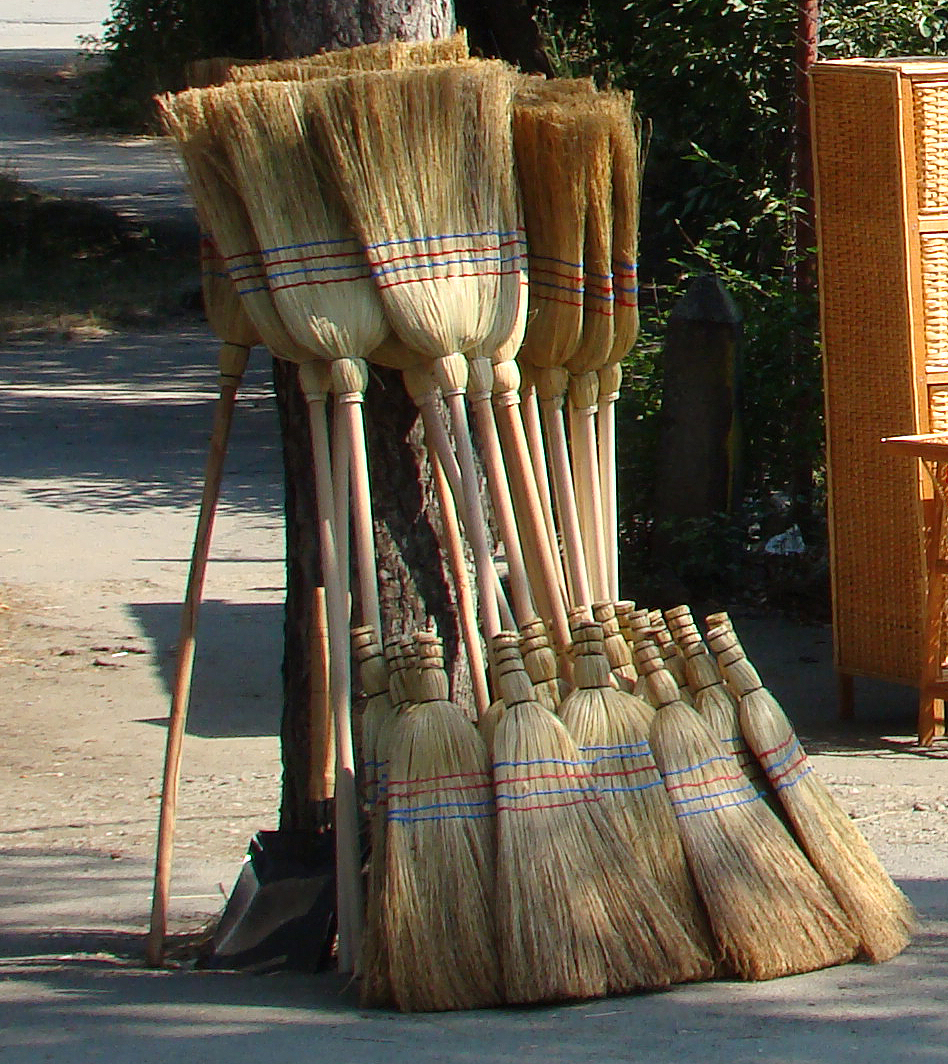
Brittiska kvastar.
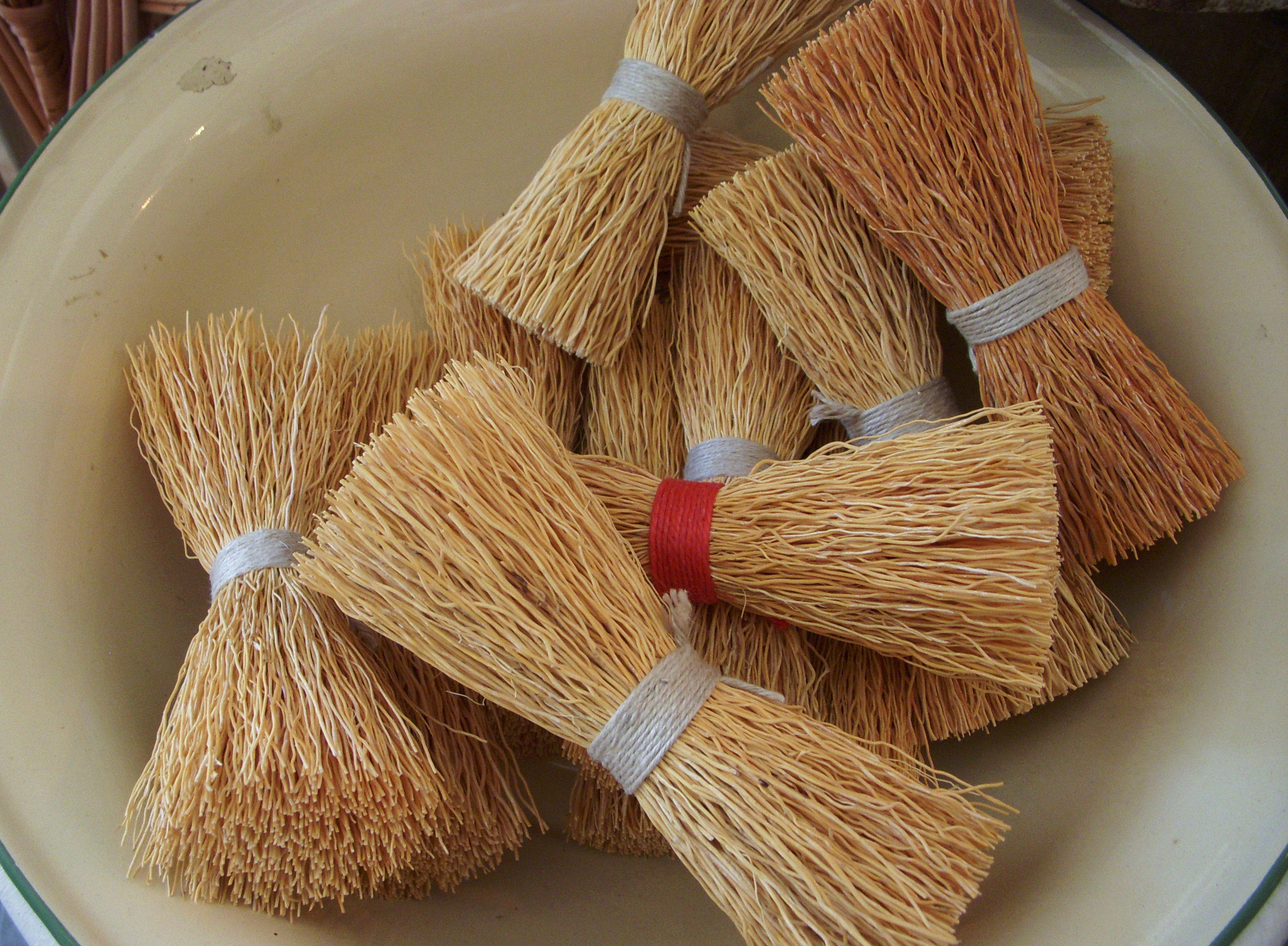
Rotviskor.
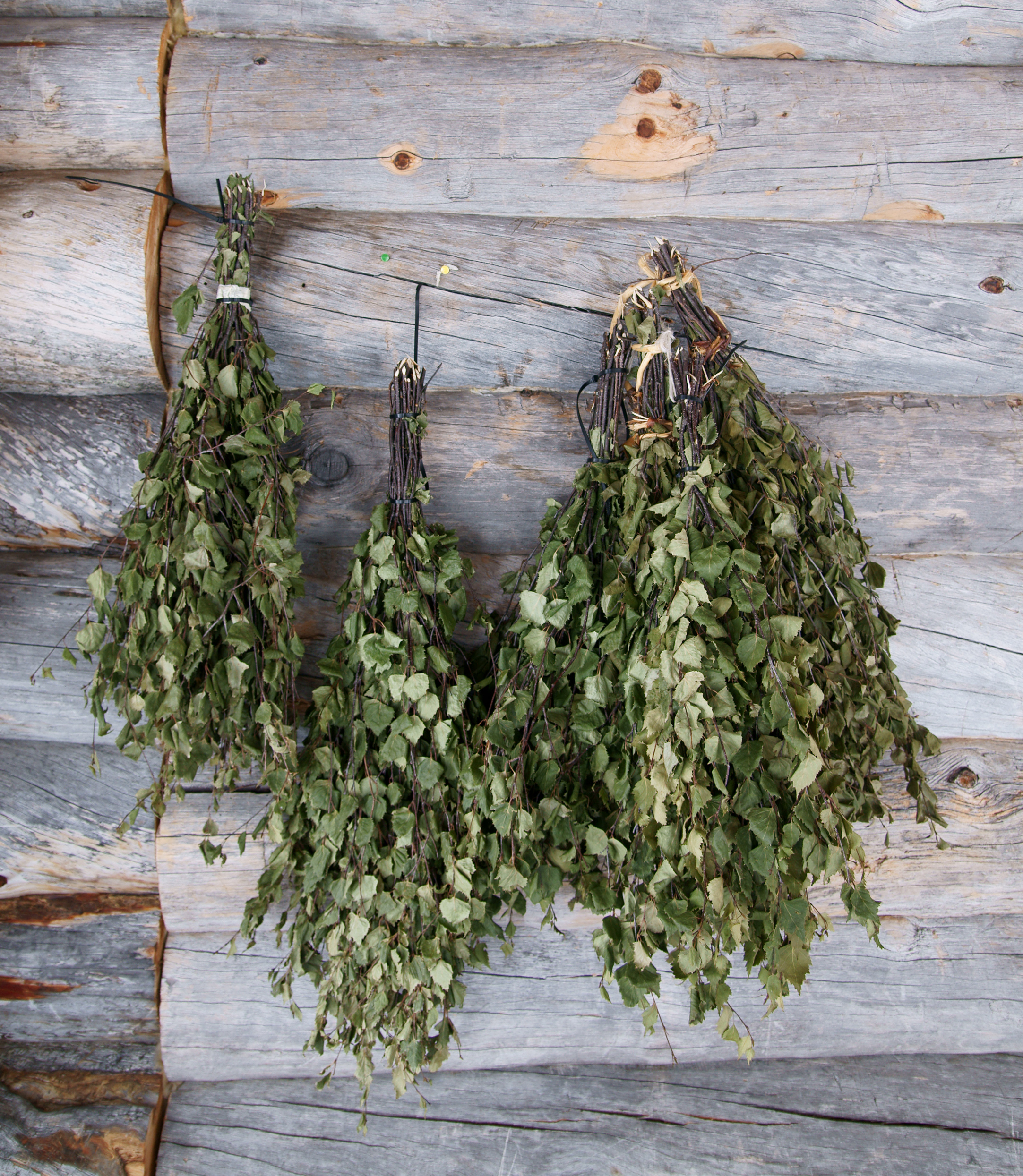
Bastukvastar.
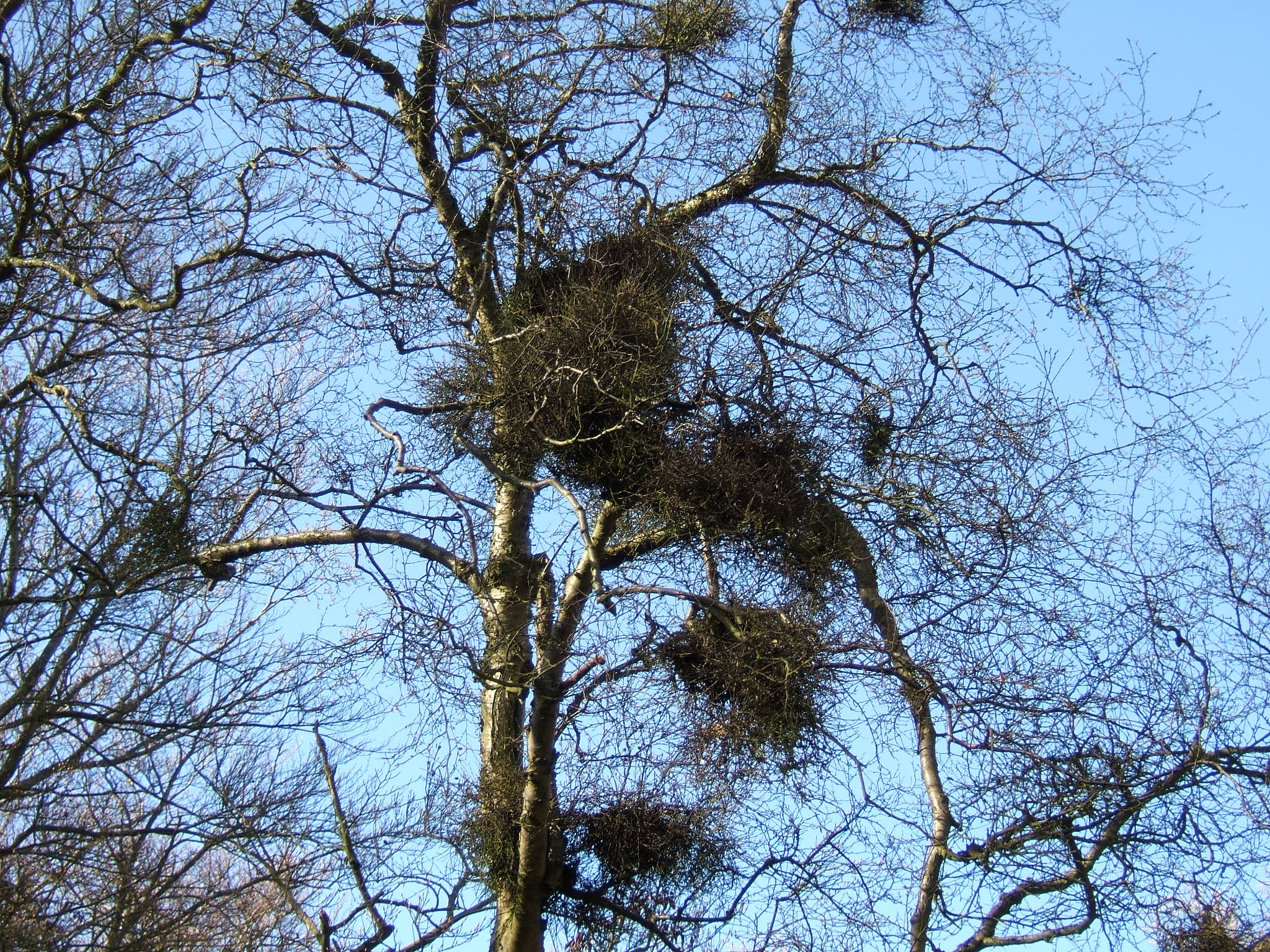
Häxkvastar på björk.
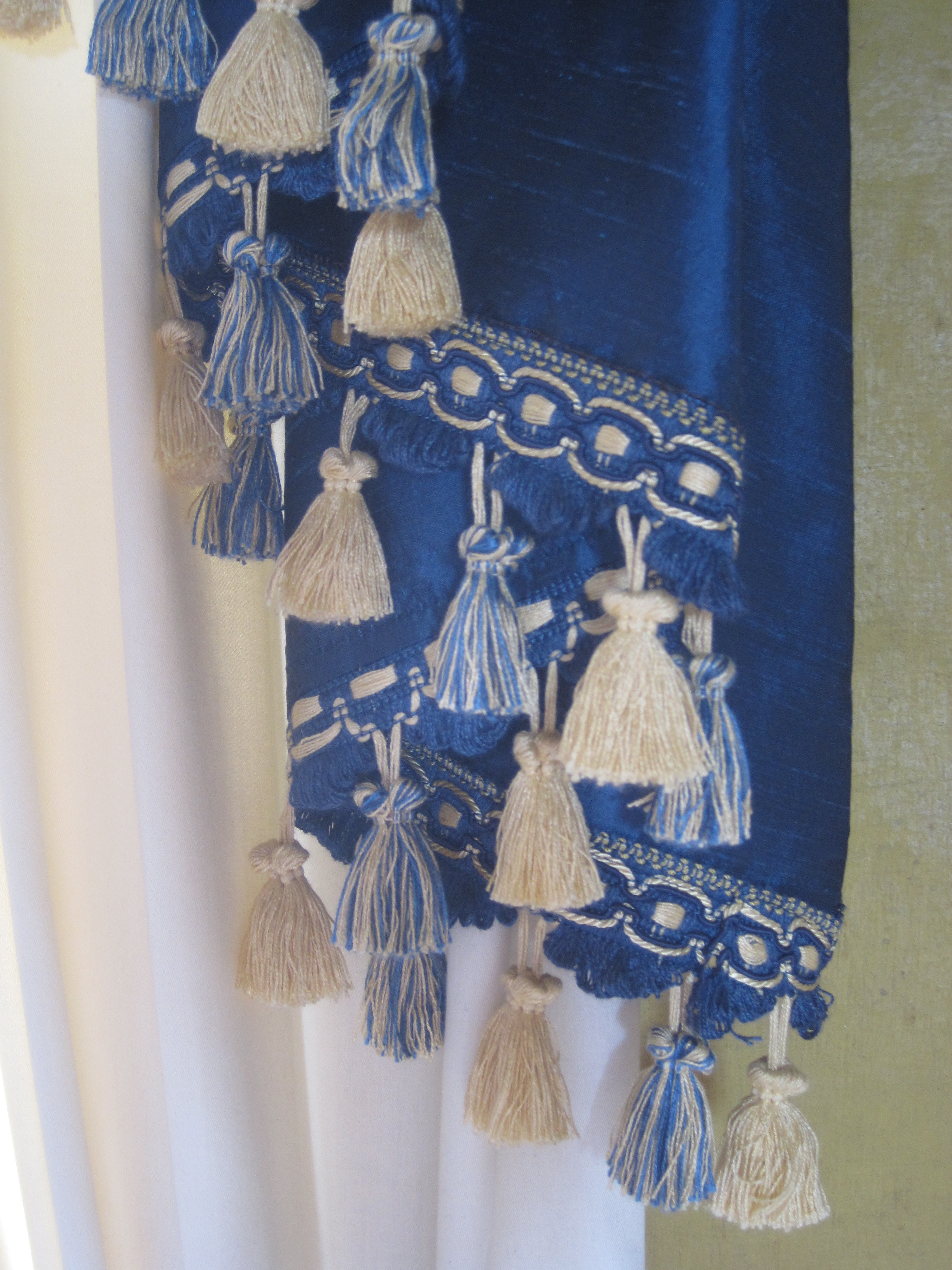
Tofsar.
Blomställningen kvast.